# Lewisită

Formula structurală

Lewisita, levizita sau diclor(2-clorovinil)arsină este un compus organic de arsen (arsină halogenată), care se prezintă ca un lichid uleios, folosit ca agent toxic de luptă în timpul Primului Război Mondial și războiul chino-japonez (1937-1945).
Lewisita face parte, ca și iperita, din categoria vezicantelor; irita și distruge epiderma sau mucoasele tractului gastro-intestinal sau ale celui respirator și provoacă arsuri și erodează corneea și fața interioară a pleoapelor. Lewisita produce simptome similare cu cele ale iperitei, dar mai grave, cu o cicatrizare mai diminuată. 
Este o substanță lichidă, de culoare galbenă sau brună, toxică, în special vezicantă, insolubilă în apă, solubilă în majoritatea solvenților organici. Se obține prin acțiunea acetilenei asupra triclorurii de arsen, în prezența clorurii de aluminiu. Produsul este neinflamabil. Fiind dispersat sub forma de aerosoli sau gaze, penetrează ușor  prin îmbrăcăminte sau prin cauciuc natural sau latex, care era o componentă a primelor măști de gaze.
Producția în masă ca armă chimică a lewisitei a început la sfârșitul Primului Război Mondial, în 1918, ceea ce a dus la o acumulare în depozite. O mare parte din acest stoc a fost aruncat în mare, unde își păstreze un potențial nociv.
Lewisita este încă utilizată în medicină pentru a distruge celulele canceroase, în unele scheme de chimioterapie. Detenția fără autorizație și de control este interzisă. Detenția muniției chimice vechi este de asemenea interzisă. Aproape toate statele lumii s-au angajat să distrugă toate stocurile înainte de 2007 în calitate de semnatare ale Convenției privind interzicerea armelor chimice (CWC), care le cere din 1997 listarea și distrugerea armelor chimice până în 2007, dar numeroase întârzieri au avut loc, inclusiv în Franța.
Numele "Lewisită" vine de la inventatorul ei, chimistul și militarul Winford Lee Lewis (1878-1943).
În NATO lewisita este codată prin litera "L".